# Josep Soler (President del FC Barcelona)
Josep Soler (?, segle xix - ?, segle XX) va ser el cinquè president del FC Barcelona, fent relleu a Arthur Witty Cotton.
El seu mandat va ser just d'un any, ja que va estar comprès entre el 6 d'octubre del 1905 i el 6 d'octubre del 1906. Es caracteritzà per les dificultats de tota classe, tant en l'ordre social (el club arribà a disposar només de 198 socis), com en l'econòmic i en l'esportiu. En aquesta etapa també fou president de la Federació Catalana de Futbol.
El dia 24 de juny del 2011, el club va llençar una crida pública per obtenir una foto del president Soler, car és l'únic del qual no se'n disposa.